# Quaix-en-Chartreuse
Quaix-en-Chartreuse – miejscowość i gmina we Francji, w regionie Owernia-Rodan-Alpy, w departamencie Isère.
Według danych na rok 1990 gminę zamieszkiwało 608 osób, a gęstość zaludnienia wynosiła 34 osób/km² (wśród 2880 gmin regionu Rodan-Alpy Quaix-en-Chartreuse plasuje się na 1057. miejscu pod względem liczby ludności, natomiast pod względem powierzchni na miejscu 605.).